# Blasser Ziesel
Der Blasse Ziesel (Spermophilus pallidicauda) ist eine Hörnchenart aus der Gattung der Ziesel (Spermophilus). Sie kommt in der Mongolei sowie im Norden der Volksrepublik China vor.

## Merkmale
Der Blasse Ziesel erreicht eine Kopf-Rumpf-Länge von etwa 18,8 bis 23,3 Zentimetern. Der Schwanz wird 3,5 bis 5,3 Zentimeter lang und ist damit wie bei allen Zieseln deutlich kürzer als der restliche Körper. Der Hinterfuß wird 36 bis 41 Millimeter lang, die Ohrlänge beträgt 5 bis 9 Millimeter. Die Art ist verhältnismäßig klein. Die Rückenfarbe ist sehr blass bis rosa-sandfarben-gelb, der Schwanz auffällig einfarbig strohgelb mit Ausnahme der Mitte des oberen Bereichs, der rostrot ist. Von den Vibrissen der weißlichen Schnauze zieht eine undeutliche weiße Linie über die Wangen bis zu den Ohren, die Augenlider sind ebenfalls weiß und unter jedem Auge befindet sich ein rostroter Fleck. Die Bauchseite und die Beine sind weiß und nur leicht sandfarben getönt. Im Sommer wird das Fell kräftiger sandgelb.
| 1 | · | 0 | · | 2 | · | 3 | = 22 |
| 1 | · | 0 | · | 1 | · | 3 | = 22 |

Der Schädel hat eine Gesamtlänge von 42 bis 46 Millimetern, dabei ist die Schnauze im Vergleich zu anderen Zieseln relativ kurz und die Jochbögen verbreitern sich recht rapide hinter der Schnauze. Die Art besitzt wie alle Vertreter der Gattung im Oberkiefer pro Hälfte einen zu einem Nagezahn ausgebildeten Schneidezahn (Incisivus), dem eine Zahnlücke (Diastema) folgt. Hierauf folgen zwei Prämolare und drei Molare. Im Unterkiefer besitzen die Tiere dagegen nur einen Prämolar. Insgesamt verfügen die Tiere damit über ein Gebiss aus 22 Zähnen.

## Verbreitung
Der Blasse Ziesel kommt in der Mongolei sowie im Norden der Volksrepublik China vor. In China lebt die Art in den Provinzen Nei Mongol sowie im Osten von Xinjiang.

## Lebensweise
Über die Lebensweise des Blassen Ziesels liegen nur wenige Daten vor, sie ähnelt nahe verwandten Arten derselben Lebensräume. Es ist ein tagaktives Erdhörnchen und lebt vor allem in trockenen Steppen und Gebüschlandschaften am Rande der Wüste Gobi. Die Tiere sind gesellig und bilden Kolonien, sie sind sehr scheu und verstecken sich bei Störungen sehr schnell in ihren Bauen. Die Nahrung besteht wahrscheinlich wie bei anderen Arten der Ziesel vor allem aus Vegetationsteilen und Samen.

## Systematik
Der Blasse Ziesel wird als eigenständige Art innerhalb der Gattung der Ziesel (Spermophilus) eingeordnet, die nach aktuellem Stand nach einer Revision der Gattung aus 15 Arten besteht. Die wissenschaftliche Erstbeschreibung stammt von dem russischen Zoologen Konstantin Alekseevich Satunin aus dem Jahr 1903. Er beschrieb die Art anhand von Individuen aus der Region Mongolischer Altai und Gobi-Altai in der Mongolei. Ursprünglich wurde sie als Unterart des Rotwangenziesels (Spermophilus erythrogenys) und auch des Rotgelben Ziesels (Spermophilus major) betrachtet, unterscheidet sich von diesen jedoch in der Anzahl der Chromosomen und anderen molekularbiologischen Merkmalen.
Innerhalb der Art werden neben der Nominatform keine Unterarten unterschieden.

## Status, Bedrohung und Schutz
Der Blasse Ziesel wird von der International Union for Conservation of Nature and Natural Resources (IUCN) als nicht gefährdet (Least concern) eingeordnet. Begründet wird dies durch das vergleichsweise große Verbreitungsgebiet und das häufige Vorkommen der Art, konkrete Bestandsgrößen sind aber nicht bekannt. Allerdings wird auf eine potenzielle Gefährdung des Rotwangenziesels und damit auch von Spermophilus pallidicauda aufgrund von nicht nachhaltiger Landwirtschaft mit Überweidung und Austrocknung von Landschaften in der Mongolei hingewiesen.

## Belege
1. 1 2 3 4  Robert S. Hoffmann, Andrew T. Smith: Pallid Ground Squirrel. In: Andrew T. Smith, Yan Xie: A Guide to the Mammals of China. Princeton University Press, Princeton NJ 2008, ISBN 978-0-691-09984-2, S. 194–195.
2. 1 2 3 4  Richard W. Thorington Jr., John L. Koprowski, Michael A. Steele: Squirrels of the World. Johns Hopkins University Press, Baltimore MD 2012; S. 308–309. ISBN 978-1-4214-0469-1
3. ↑  Robert S. Hoffmann, Andrew T. Smith: Spermophilus. In: Andrew T. Smith, Yan Xie: A Guide to the Mammals of China. Princeton University Press, Princeton NJ 2008, ISBN 978-0-691-09984-2, S. 193.
4. 1 2 3  Spermophilus pallidicauda in der Roten Liste gefährdeter Arten der IUCN 2015.1. Eingestellt von: A.T. Smith, C.H. Johnston, 2008. Abgerufen am 19. Juni 2015.
5. ↑  Kristofer M. Helgen, F. Russell Cole, Lauren E. Helgen, Don E. Wilson: Generic Revision in the holarctic ground squirrels genus Spermophilus. Journal of Mammalogy 90 (2), 2009; S. 270–305. doi:10.1644/07-MAMM-A-309.1
6. 1 2 3  Spermophilus pallidicauda In: Don E. Wilson, DeeAnn M. Reeder (Hrsg.): Mammal Species of the World. A taxonomic and geographic Reference. 2 Bände. 3. Auflage. Johns Hopkins University Press, Baltimore MD 2005, ISBN 0-8018-8221-4.